# Oleng Motsalin
Oleng Motsalin (gr. Ολεγκ Μοτσαλιν; ur. 9 kwietnia 1986) – grecki zapaśnik walczący w stylu wolnym. Olimpijczyk z Londynu 2012, gdzie zajął szesnaste miejsce w kategorii 74 kg.
Dwukrotny uczestnik mistrzostw świata; trzynasty w 2010. Dziesiąty na mistrzostwach Europy w 2010. Trzeci na mistrzostwach śródziemnomorskich w 2010 roku.
- Turniej w Londynie 2012

Przegrał z Sosłanem Tigijewem z Uzbekistanu i odpadł z turnieju.